# سیست‌آدنوکارسینوم
سیست‌آدنوکارسینوم (انگلیسی: Cystadenocarcinoma) گونه‌ای بدخیم از سیست‌آدنوم و نوعی سرطان است که از بافت پوششی غده‌ای (ترشحی) ایجاد می‌شود و در آن تجمعات کیستی ترشحات احتباس‌شده دیده می‌شود. سلول‌های توموری درجات مختلفی از آناپلازی و تمایل تهاجمی را از خود بروز می‌دهند و گسترش موضعی سرطان و متاستاز هم وجود دارد. سیست‌آدنوکارسینوم اغلب در تخمدان‌ها ایجاد می‌شود که انواع شبه‌موسینی و سروزی دارد. توموری با بافت‌شناسی مشابه در لوزالمعده نیز گزارش شده است، اگرچه این به‌طور قابل توجهی نادرتر است و ۱ تا ۱٫۵٪ از کل سرطان‌های لوزالمعده را نشان می‌دهد.

سیست‌آدنوکارسینوم حاوی کیست‌های پیچیده چند نقطه‌ای است اما در مکان‌هایی دارای نواحی توپُر فراوان است. این تومور معمولاً با متاستازهای به چادرینه بزرگ تظاهر می‌کند که باعث تجمع مایع در حفره صفاقی (آسیت) می‌شود. سیست‌آدنوکارسینوم‌ها را می‌توان به سیستادنوکارسینوم‌های سروزی و سیستادنوکارسینوم‌های موسینی طبقه‌بندی کرد.